# Steen Gede
Steen Gede (født 5. april 1953 i Køge) er en dansk erhvervsleder, der p.t. direktør North Media Aviser A/S og desuden har en række bestyrelsesposter.
Gede er uddannet cand.merc. i afsætningsøkonomi, strategisk planlægning og regnskabsmæssig beskrivelsesmetodik fra Handelshøjskolen i København i 1978.
Som nyuddannet blev han ansat som applikationsingeniør i AGA A/S, hvor han var, til han i 1982 kom til S.C. Sørensen som direktør for koncerindkøb. Han blev i 1984 ansat i Dagrofa i samme stilling. I 1987 blev han administrerende direktør i Dagrofa Friskvarer A/S og fra 1991 koncernchef i Dagrofa som helhed. Fra 1997 var han koncernchef i Det Berlingske Officin og fra 1999 i FDB. I 2000 blev han direktør for gatetrade.net A/S. Siden 2004 har han været selvstændig med Unicare Nordic A/S. 
Gede er bl.a. bestyrelsesformand i Elsparefonden og Forenede Rengøring, næstformand for DSB's bestyrelse, for Saniståls bestyrelse samt menigt bestyrelsesmedlem i Brandhouse, Gumlink, Voxeværket og Thiele.